# Bálsamo de copaiba
El bálsamo de copaiba es un tipo de bálsamo que se destila por incisión del copaifera officinalis que crece en las Antillas y en  Brasil, siendo su origen la Cuenca del amazonas por sus pueblos indígenas que la descubrieron.
En el momento de obtenerse es muy fluido, incoloro pero se espesa un poco con el tiempo y toma un color amarillo. Su olor sin ser agradable es aromático; su sabor, vivo y penetrante. Su peso específico es de 0,93. Es muy soluble en el alcohol libre. El aceite esencial que contiene y cuya proporción varía según la edad del árbol que lo produce, se compone de hidrógeno y carbono solamente. 
Como es muy usado en medicina, se ha falsificado a menudo, sobre todo mezclándose trementina o aceites grasos. La trementina se reconoce por su olor; los aceites grasos, agitando el bálsamo de copaiba con cierta cantidad de amoniaco líquido. Cuando el bálsamo es puro se obtiene una disolución clara mientras que cuando está mezclado con cierta cantidad de aceite graso obtiénese una emulsión láctea.